# Neurovisione
Neurovisione è un programma tv comico di MTV/Comedy Central con il duo Bianchi e Pulci.
Guidati dalla regia di Latino Pellegrini, i due comici si cimentano in una passerella di personaggi che popolano gli sketch demenziali sempre collegati l'uno con l'altro in ogni episodio. La Neurovisione è un format originale scritto ed ideato da Latino Pellegrini, Alessandro Bianchi e Michelangelo Pulci, prodotto da The Munchies Movie Productions per Comedy Central. Ad oggi esistono due stagioni (24 episodi) anche trasmesse su MTV dal 2007 fino ad oggi.
Nella prima serie ci si poneva la domanda: ma cosa succede nella testa di un comico? Infatti Bianchi e Pulci sono in terapia dallo psicologo (visto sempre in soggettiva), che durante ogni seduta riesce ad entrare nelle loro menti proprio grazie alla Neurovisione, una rarissima e forse inesistente patologia del cervello. Ogni puntata è un viaggio surreale dentro le idee, i sogni, le follie che co-esistono nella mente di un comico. Poi nell'ultima puntata i due comici sembrano stranamente svaniti nel nulla, forse persi nella Neurovisione?
Nella seconda serie, fin dalla sigla si capisce che lo psicologo è uscito di scena per dare spazio al Centro di Ricerca Neurovisivo. Infatti ora Bianchi e Pulci sono gravemente malati di Neurovisione, probabilmente sono l'unico caso vivente al mondo. Quindi gli specialisti del Centro Neurovisivo li tengono sotto osservazione costante come cavie da laboratorio, segretamente nascosti per studiare da vicino questa rarissima patologia. Ogni puntata è come se fosse la registrazione di un esperimento fatto di test sensoriali per stimolare la Neurovisione ed sprigionare i suoi effetti esilaranti.